# Onset of Putrefaction
Albums de Necrophagist
Necrophagist Epitaph
Albums de Necrophagist
Epitaph
Onset of Putrefaction est le premier album studio du groupe de brutal death metal allemand Necrophagist. Sorti en 1999, il a été enregistré par Muhammed Suiçmez seul avec une boîte à rythmes. Ce disque a été réenregistré en 2004 par le line-up officiant sur l'album Epitaph, qui en a profité pour y placer quelques bonus.

## Titres
Toutes les chansons sont écrites et composées par Muhammed Suiçmez.
| 1.    | Foul Body Autopsy         | 1:53 |
| 2.    | To Breathe In A Casket    | 5:41 |
| 3.    | Mutilate The Stillborn    | 3:42 |
| 4.    | Intestinal Incubation     | 4:11 |
| 5.    | Culinary Hyperversity     | 5:04 |
| 6.    | Advanced Corpse Tumor     | 5:27 |
| 7.    | Extreme Unction           | 4:46 |
| 8.    | Fermented Offal Discharge | 4:42 |
| 35:51 |                           |      |

| Titres bonus tiré de la démo Necrophagist | Titres bonus tiré de la démo Necrophagist | Titres bonus tiré de la démo Necrophagist | Titres bonus tiré de la démo Necrophagist | Titres bonus tiré de la démo Necrophagist | Titres bonus tiré de la démo Necrophagist | Titres bonus tiré de la démo Necrophagist | Titres bonus tiré de la démo Necrophagist | Titres bonus tiré de la démo Necrophagist | Titres bonus tiré de la démo Necrophagist |
| No                                        | Titre                                     | Durée                                     |                                           |                                           |                                           |                                           |                                           |                                           |                                           |
| ----------------------------------------- | ----------------------------------------- | ----------------------------------------- | ----------------------------------------- | ----------------------------------------- | ----------------------------------------- | ----------------------------------------- | ----------------------------------------- | ----------------------------------------- | ----------------------------------------- |
| 9.                                        | Dismembered Self-Immolation               | 3:58                                      |                                           |                                           |                                           |                                           |                                           |                                           |                                           |
| 10.                                       | Pseudopathological vivisection            | 2:38                                      |                                           |                                           |                                           |                                           |                                           |                                           |                                           |
| 42:06                                     |                                           |                                           |                                           |                                           |                                           |                                           |                                           |                                           |                                           |

## Composition du groupe
- Muhammed Suiçmez : chant, guitare, et boîte à rythmes
- Christian Münzner : guitare
- Stefan Fimmers : basse
- Hannes Grossmann : batterie

## Musicien invité
Bjoern « Bart » Vollmer : guitare rythmique sur le solo d'Extreme Unction